# Cruella (film)
Cruella is een Amerikaanse misdaadkomedie uit 2021 onder regie van Craig Gillespie. De film is gebaseerd op het personage Cruella de Vil, de schurk uit de jeugdroman 101 Dalmatiërs (1956) van schrijfster Dodie Smith en de animatiefilm 101 Dalmatiërs uit 1961. De hoofdrollen worden vertolkt door Emma Stone, Emma Thompson, Joel Fry, Paul Walter Hauser, John McCrea, Emily Beecham en Mark Strong.

## Verhaal
De film volgt de ontstaansgeschiedenis van Estella "Cruella" de Vil. De jonge, arme Estella groeit in het Londen van de jaren zeventig onder het mentorschap van de hautaine barones Von Hellman, de eigenares van een modehuis, uit tot een succesvolle maar gemene modeontwerpster.

## Rolverdeling
| Acteur                | Personage                |
| --------------------- | ------------------------ |
| Emma Stone            | Estella "Cruella" de Vil |
| Emma Thompson         | Barones von Hellman      |
| Joel Fry              | Jasper Badun             |
| Paul Walter Hauser    | Horace Badun             |
| John McCrea           | Artie                    |
| Emily Beecham         | Catherine                |
| Mark Strong           | John de bediende         |
| Kayvan Novak          | Roger                    |
| Kirby Howell-Baptiste | Anita Darling            |
| Jamie Demetriou       | Gerald                   |

## Productie

### Voorgeschiedenis
Schrijfster Dodie Smith introduceerde de schurk Cruella de Vil in 1956 in de jeugdroman 101 Dalmatiërs. Vijf jaar later vormde Disney het boek om tot een gelijknamige tekenfilm. In 1996 bracht de studio ook een live-actionremake van de tekenfilm uit, met Glenn Close in de rol van Cruella de Vil. De film was een financieel succes en leverde Close een Golden Globe-nominatie op. In 2000 vertolkte de actrice het personage een tweede keer in de sequel 102 Dalmatiërs.

### Ontwikkeling
In 2013 raakte bekend dat Disney een nieuwe, live-actionfilm over Cruella de Vil wilde maken. De studio nam aanvankelijk Aline Brosh McKenna in dienst om het script te schrijven en betrok Close bij het project als uitvoerend producente. Twee jaar later nam de studio Kelly Marcel en Steve Zissis in dienst om het script van McKenna te herschrijven. Begin 2016 werd bericht dat Emma Stone het titelpersonage zou vertolken en raakte bekend dat de film over de ontstaansgeschiedenis van Cruella de Vil zou gaan. Een half jaar later nam de studio Jez Butterworth in dienst om het script opnieuw te herschrijven. De laatste versies van het script werden geschreven door respectievelijk Dana Fox en Tony McNamara.
Eind 2016 werd bericht dat het filmproject door Alex Timbers zou geregisseerd worden. Het project sleepte echter aan, waardoor Timbers uiteindelijk afhaakte. In december 2018 werd Craig Gillespie aangekondigd als zijn vervanger.

### Casting
Emma Stone werd begin 2016 gecast als het titelpersonage. In mei 2019 werd Emma Thompson gecast als de antagonist van de film. Ook actrices Nicole Kidman, Charlize Theron, Julianne Moore en Demi Moore werden voor de rol overwogen. In de zomer van 2019 werden Joel Fry en Paul Walter Hauser gecast als Jasper en Horace. In september 2019 raakte de casting van onder meer Mark Strong, Emily Beecham en Kirby Howell-Baptiste bekend.

### Opnames
In augustus 2019 maakte Disney tijdens het fanevenement D23 Expo bekend dat de opnames begonnen waren en werd ook de eerste officiële foto van de filmproductie gepubliceerd. De opnames vonden plaats in Londen en eindigden in november 2019.

## Release en ontvangst
Cruella ging op 18 mei 2021 in Los Angeles in première. De Amerikaanse bioscooprelease was oorspronkelijk gepland voor 23 december 2020, maar werd aan het begin van de opnames uitgesteld tot 28 mei 2021. In maart 2021 raakte bekend dat de film zowel in de bioscoop zou worden uitgebracht als op Disney+ met een zogenaamde VIP-toegang. In Nederland werd de film op 5 juni 2021 uitgebracht.
Op Rotten Tomatoes heeft Cruella een waarde van 74%, gebaseerd op 394 recensies. Op Metacritic heeft de film een gemiddelde score van 59/100, gebaseerd op 56 recensies.